# Anolis koopmani
Anolis koopmani este o specie de șopârle din genul Anolis, familia Polychrotidae, descrisă de Rand 1961. A fost clasificată de IUCN ca specie în pericol. Conform Catalogue of Life specia Anolis koopmani nu are subspecii cunoscute.